# Call of Duty: Black Ops 3
Call of Duty: Black Ops III es un videojuego de disparos en primera persona desarrollado por Treyarch publicado por Activision. Es la duodécima entrada de la serie Call of Duty y la secuela del videojuego de 2012 Call of Duty: Black Ops II. Fue lanzado en PlayStation 4, Windows y Xbox One el 6 de noviembre de 2015. Una versión de características limitadas desarrollada por Beenox y Mercenary Technology que solo admite modos multijugador fue lanzada en PlayStation 3 y Xbox 360 y también fue el título final de Call of Duty lanzado en esas plataformas.
Black Ops III tiene lugar en 2065, 40 años después de los eventos de Black Ops II, en medio de los efectos del cambio climático y la aparición de tecnologías avanzadas, incluidas las mejoras cibernéticas. Al igual que sus predecesores, la historia sigue a un grupo de soldados Black Ops que tratan de acabar con "Corvus", un proyecto secreto de la CIA que controla las mentes de todo el que tenga una interfaz neuronal. La campaña del juego está diseñada para apoyar a los 4 jugadores juego cooperativo, lo que permite un diseño más grande y abierto y menos disparos en el pasillo. A medida que el personaje del jugador se mejora cibernéticamente, los jugadores tienen acceso a varias actividades especiales. El juego también cuenta con un modo de campaña de Zombies independiente y un modo "Pesadillas" que reemplaza a todos los enemigos como zombis.
Anunciado a finales de abril de 2015, el juego es el primer videojuego Call of Duty lanzado después de que Activision terminara su asociación con Microsoft Studios y en su lugar se asociara con Sony Computer Entertainment, que aseguró la exclusividad cronometrada del juego contenido descargable del juego. Tras el lanzamiento, el juego recibió críticas generalmente positivas de los críticos, elogiando la jugabilidad, el modo Zombies y la cantidad de contenido. Sin embargo, también fue criticado por su historia y falta de innovación. Las versiones de consola de séptima generación, en particular, se destacaron por su falta de una campaña y numerosas características. Fue un éxito comercial, convirtiéndose en el juego minorista más vendido en los EE. UU. en 2015, y uno de los títulos más exitosos lanzados para la octava generación de videoconsolas
Después de los años posteriores a su lanzamiento, Black Ops III ha ganado un seguimiento de culto y los modos en línea siguen activos; a partir de 2023, el juego vio un promedio de más de 10.000 jugadores al mes. Una precuela, Call of Duty: Black Ops 4, fue lanzada el 12 de octubre de 2018.

## Sinopsis
40 años después de los acontecimientos en Call of Duty: Black Ops II, el mundo tiene lugar en un futuro distópico, situado en 2065, donde la ciencia y la tecnología han cambiado radicalmente a la especie humana, con la sociedad violenta y las protestas y el intento de detener el progreso de la tecnología. La tecnología militar ha avanzado hasta el punto que la robótica juega un papel principal, y se han desarrollado supersoldados. Los seres humanos están llegando al punto en el que son más máquinas que seres humanos de carne y hueso y hay muchas especulaciones sobre algún tipo de adquisición por robots. "¿Hasta dónde podremos hacer uso de la tecnología antes de que se vuelva en nuestra contra?".

## Campaña
Argumento y personajes
Call of Duty: Black Ops 3 tiene lugar en el año 2065, 40 años después de los acontecimientos de Black Ops 2 , en un mundo que enfrenta la problemática del cambio climático y las nuevas tecnologías. En respuesta a los ataques con aviones no tripulados de Black Ops 2, varios países de todo el mundo han desarrollado defensas aéreas de alta tecnología (Directed Energy Air Defense System o D.E.A.D.S.,Defensa Aérea de Energía Dirigida en español) que hacen que las fuerzas aéreas convencionales sean prácticamente inútiles. Por tal motivo, la mayoría de las guerras entre países son realizadas por agentes secretos que luchan detrás de las líneas enemigas. La tecnología militar ha progresado hasta el punto en que la robótica juegan un papel importante en el combate, y tanto drones humanoides robóticos y cibersoldados se han desarrollado para luchar en el campo de batalla. Como resultado, se especula y se teme por una toma de control robótica eventual del mundo. El juego sigue a un equipo de soldados de élite, al igual que las anteriores entregas de la serie de Black Ops.
Los actores y actrices que prestan su cara y voz al modo campaña son Christopher Meloni como el Comandante John Taylor, Katee Sackhoff como Sarah Hall, Sean Douglas como Jacob Hendricks, Rachel Kimsey como Rachel Kane y Tony Amendola como el Dr. Yousef Salim. Ben Browder y Abby Brammell expresan respectivamente las versiones masculina y femenina del personaje del jugador. Otros personajes incluyen a Ary Katz como Peter Maretti, Rey Gallegos como Sebastián Díaz, Lynn Chen como Goh Xiulan y Robert Picardo como Sebastián Krueger. El corredor de los Seattle Seahawks Marshawn Lynch hace un cameo como un villano.
El juego incluye el modo de campaña "Nightmare" (Pesadilla), que es una versión de la campaña principal con la trama cambiada para incorporar zombis y otros seres sobrenaturales. En esta campaña, el virus letal 61-15 (mezcla del gas tóxico Nova 6 y el Elemento 115) se libera en varias ciudades de todo el mundo, convirtiendo a cualquiera que se infecte en zombi. En respuesta, los gobiernos del mundo sellan las zonas más infectadas en cuarentena y forman los Deadkillers, soldados cibernéticos entrenados para exterminar a los zombis. Está disponible en modo cooperativo para PS4 y Xbox One.
Hay que tener en cuenta que las campañas de BO3 sólo están disponibles en las plataformas de Xbox One, PC y Playstation 4, en las plataformas de antigua generación (Xbox 360, PS3) solo están los modos multijugador y zombis.
Historia
El 27 de octubre de 2065, el Acuerdo Winslow inicia una misión exitosa en Etiopía para rescatar rehenes de la tiránica Coalición del Río Nilo (NRC, por sus siglas en inglés). Sin embargo, el jugador es herido de gravedad por un robot de combate, al arrancarle sus brazos y su pierna derecha. Rescatado por el equipo de Taylor, el jugador atraviesa una cirugía cibernética para salvar su vida. Durante la misma, se le instala una Interfaz Neuronal Directa (DNI por sus siglas en inglés) y recibe entrenamiento virtual de Taylor y su equipo. Hendricks, el líder del equipo, también pasa por dicha cirugía, aunque no fuera herido en la misión.
Luego de cinco años de asesinatos encubiertos en diferentes partes del mundo, el jugador y Hendricks son puestos bajo el mando de la LNO Rachel Kane y reciben la tarea de investigar una estación clandestina de la CIA en Singapur que quedó inactiva. Encuentran el sitio atacado por los 54 Inmortales y que los datos de la central fueron robados. Kane concluye que Taylor y su equipo desertaron y mataron al personal de una manera tradicional. El jugador y Hendricks investigan su última ubicación, una instalación de la Corporación de Coalescence (hipocentro de una explosión misteriosa que mató a 300.000 personas hace 10 años, inactiva), y encuentran un laboratorio secreto de la CIA. 
El par encuentra a Díaz filtrando información de la CIA y se ve obligado a matarlo. Al conectarse con la IND de Díaz, Hendricks descubre que Taylor está intentando encontrar a los sobrevivientes de la explosión: Sebastian Krueger y el Dr. Yousef Salim. La información filtrada permite a los Inmortales atacar el piso franco de la CIA y capturar a Kane. El jugador desobedece las órdenes de Kane de salir y la rescata matando a la líder de los Inmortales, Goh Xiulan. El trío luego se dirige a El Cairo, Egipto y encuentra a Salim, quien revela que realizó experimentos secretos con IND, los cuales involucraban confortar humanos por medio de un ejercicio de relajación que suponía imaginar un bosque congelado.
Salim luego es capturado, interrogado y ejecutado por Taylor. El jugador, Hendricks y Kane persiguen a Taylor con asistencia del Ejército egipcio. Luego de matar a Hall, el jugador se conecta con su IND y encuentra a Corvus, una inteligencia artificial gestalt creada durante los experimentos para monitorear los pensamientos de los usuarios de la IND que funcionó mal y causó la explosión. Infectando a Taylor y a su equipo, Corvus los obsesionó con encontrar el bosque congelado. El jugador y Hendricks también son infectados tras interactuar con Hall y Díaz.
El grupo localiza a Maretti y a Taylor en una plataforma aquífera en el desierto egipcio. Atacan la plataforma, destruyen las defensas y encuentran a Maretti. Luego de matarlo brutalmente, el par localiza a Taylor en El Cairo. Luego de herir al jugador tras atacarlo con una Nave Madre de la NRC, Taylor logra resistir a Corvus y arrancarse su IND, perdonando la vida del jugador. Sin embargo, Hendricks sucumbe ante Corvus y mata a Taylor antes de abandonar al jugador, partiendo hacia Zúrich en una Nave Madre para encontrar a Krueger. El jugador viaja a Zúrich con Kane para detenerlo, en una carrera, donde se sorprenden al ver que toda la robótica civil y militar es controlada por Hendricks. Llegando a la instalación de la Corporación de Coalescence en Zúrich, el par descubre que Corvus causó la explosión con el gas Nova 6 (un agente nervioso similar a los utilizados durante la Segunda Guerra Mundial y la Guerra Fría y objeto principal de la campaña del Call of Duty: Black Ops). Kane intenta contenerlo, pero Corvus la encierra en la sala de almacenamiento, liberando el gas para matarla enfrente de un jugador incapaz de ayudar.
Siguiendo adelante, el jugador encuentra a Hendricks tomando a Krueger como rehén. Luego de que Hendricks ejecutara a Krueger, el jugador le dispara y mata a continuación. Luego, el jugador trata de matarse para terminar la infección de Corvus, pero termina en un bosque congelado, creado por Corvus para retener la consciencia de los usuarios con IND muertos. Taylor, aún con vida tras convertirse en una falla del programa, se reúne con el jugador, diciendo que deberá purgar su IND para acabar con Corvus. Con la ayuda de Taylor, el jugador resiste la última manipulación desesperada de Corvus y purga su IND, borrando el virus. Al salir tambaleándose de los cuarteles en Zúrich, el jugador se identifica como "Taylor" ante las fuerzas del ZSF.
Los informes de misión de Taylor revelan que el jugador de hecho murió por complicaciones durante la cirugía cibernética debido a un ataque cardíaco. Los eventos resultantes hasta la muerte de Taylor ocurren en una simulación derivada de las experiencias de Taylor y Hendricks mientras cazaban a Dylan Stone y a su equipo (Javier Ramírez, Alice Conrad, y Joseph Fierro), sus compañeros que desertaron luego de descubrir la estación clandestina de la CIA. Se muestra que la consciencia del jugador vive en la mente de Taylor durante la simulación, lo que indica que el jugador logra tomar el cuerpo de Taylor luego de su muerte hasta que la purga de IND borra a Corvus y Taylor vuelve a recuperar el control de su cuerpo. Las memorias de Taylor comienzan en la tercera misión de la campaña, siendo las primeras misiones las últimas. La campaña está disponible en cooperativo para PS4 Y Xbox One. Por lo que el jugador en realidad muere en la operación de paro cardiaco, la primera misión es la última, y desde la tercera misión solo son recuerdos.

## Multijugador
El modo multijugador introduce un nuevo sistema de movimiento basado en el impulso, que utiliza paquetes de propulsores para que los jugadores realicen saltos de larga distancia, así como correr por las paredes y arrastrarse, a la vez que tienen un control completo de las armas. Además del sistema "Pick 10" de clases de Black Ops 2, Treyarch implementó un sistema de personajes llamado "especialistas", donde los jugadores pueden elegir entre 9 soldados diferentes, incluyendo al blackjack. Cada uno, ya sea con un arma especial o habilidad única para cada uno. Aunque han introducido el nuevo especialista: Blackjack que este se puede jugar cumpliendo los contratos semanales lo que otorgará al jugador un contrato mercenario que equivale a una hora de juego con este especialista. Una nueva característica llamada "armero" ofrece variaciones éticas en las armas, permitiendo diferentes tipos de combinaciones de personalización. La característica "Paintshop" permite a los jugadores crear sus propias impresiones personalizadas en partes específicas de una pistola, haciendo hincapié además en la profundidad de personalización en el juego. También existen tarjetas de visitas difíciles de conseguir llamadas dark ops que se desbloquean a medida que vas jugando.

### Zombies
Este modo de juego es igual que en los anteriores, pero con algunos cambios de mapas, personajes principales, en las vestimentas de los zombis y en los Jefes finales. Según ha ido pasando el tiempo, Treyarch ha ido mejorando el concepto de los zombis en este juego ya que a diferencia de otros juegos de Call of Duty creados por Activision solo se centraban en el mundo de multijugador por ser el más popular. La historia de los zombis empieza en juegos anteriores que se van enlazando unos con otros dándole sentido a todo el mundo del Éter que es el nombre de esta historia. En Call of Duty Black Ops 3 también había Easter Eggs o también conocidos como huevos de Pascua, los cuales son retos secretos por el mapa, y tuvieron una nueva implementación, que
al terminar los pasos principales te llevaban a una sala final, en la que luchas contra un jefe, en algunos casos teniendo 2 batallas siendo una de estas contra uno de nuestros personajes de esa dimensión . Todo esto acaba con el inicio, esto quiere decir  que se encuentran dentro de un ciclo repetitivo el cual tienen que romper para poder sobrevivir.

## Comercialización

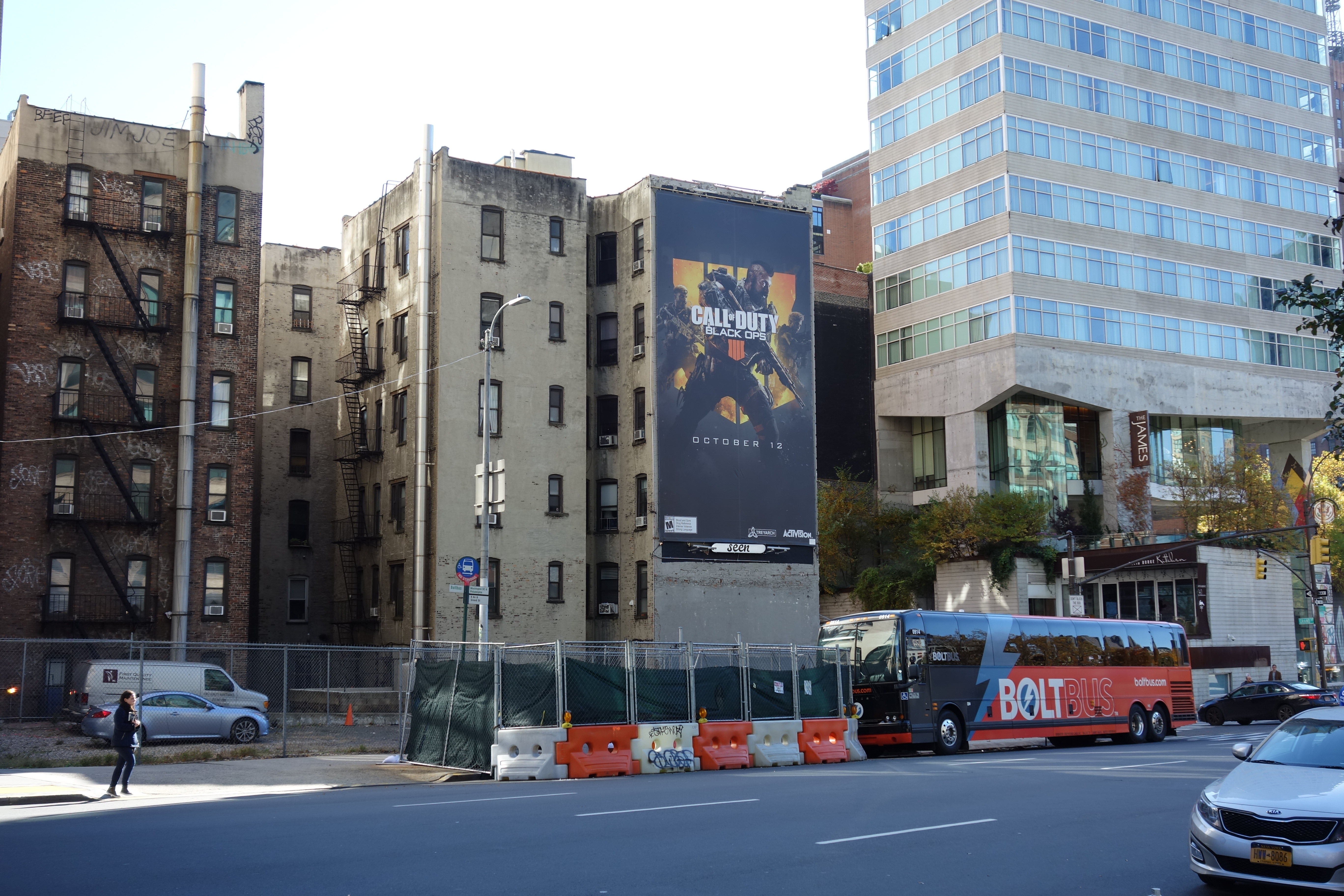
Anuncio publicitario de Call of Duty: Black Ops 4 en Manhattan, Nueva York.

### Revelación de detalles del juego
Fueron mostrados teasers comenzando con enlaces a Snapchat que aparecen en el juego de Call of Duty: Black Ops 2, así como un vídeo teaser lanzado por Treyarch y analizado repetidamente dentro de las primeras 24 horas de haberlo mostrado. El 26 de abril de 2015, la primera revelación del tráiler para el juego fue lanzado y también reveló el regreso de los zombis.
Se confirmó que el juego no sería exclusivo para las consolas de nueva generación (PlayStation 4, Xbox One y PC); el juego también saldrá para las consolas de la anterior generación (PlayStation 3 y Xbox 360), sin embargo, la beta multijugador del juego solo estuvo disponible para consolas de nueva generación y ordenador. Se hablaba de que posiblemente el juego podría salir para Wii U, finalmente fue confirmado de que el juego no saldría para Wii U debido a que Nintendo no había llegado a un acuerdo con Activision, además, la empresa japonesa se había negado a que este juego llegara a esta plataforma.
Activision confirmó que las versiones de PS3 y Xbox 360 no traerían el modo de campaña, por lo que solo tendrían el modo multijugador y el modo zombis; se eliminó la campaña debido a que las empresas desarrolladoras del juego en PS3 y Xbox 360 (Beenox y Mercenary Technology) presentaron dificultades de rendimiento para incluir la campaña en dichas consolas, la campaña en PS3 y Xbox 360 estaba prevista solo para dos jugadores en vez de cuatro, esto fue confirmado por Activision en junio de 2015 cuando justo se había anunciado el juego para PS3 y Xbox 360, pero luego se tomó la decisión de eliminar la campaña para estas consolas, por lo que el modo campaña solo está en PS4, Xbox One y PC.
La empresa desarrolladora del juego en las consolas de siguiente generación (Treyarch), informó que el videojuego para Xbox 360 y PS3 traería una copia original de Call of Duty: Black Ops además de la disminución de precio para dichas versiones del juego.
A finales de octubre se reveló que el Season Pass no saldría para la anterior generación (PS3 y Xbox 360); solo estará disponible para consolas de nueva generación (PS4 y Xbox One y PC).
Treyarch confirmó la segunda remasterización del mapa Nuketown (Oficialmente llamado Nuk3town haciendo referencia a su tercera edición, después de Nuketown y Nuketown 2025) como mapa descargable de Black Ops 3, sin embargo, el clásico mapa multijugador solo estará disponible para PS4, Xbox One y PC, dejando de lado a PS3 y Xbox 360 debido a que no tendrán Season Pass.
Las respectivas versiones de Xbox 360 y PS3, desarrolladas por las empresas ya anteriormente mencionadas Beenox y Mercenary Technology mostraron gráficos muy decepcionantes para los usuarios de estas consolas por lo que muchas personas se quejaron de estas versiones, diciendo que era un juego incompleto, aparte de la eliminación de la campaña.
Treyarch lanzó la actualización 1.01 solo para PS3 y Xbox 360, esta actualización no trae novedades, ya que los DLCs para el juego solo saldrán para PS4, Xbox One y PC, la actualización 1.01 para consolas de anterior generación consiste en mejorar la calidad gráfica del juego, ya que cuando se presentaron las primeras imágenes del juego en PS3 y Xbox 360 se puede notar que el juego traía baja calidad de gráficas.
Treyarch anunció el primer DLC del juego, el DLC se llamado "Awakening" que incluye nuevos mapas multijugador y un mapa de modo zombi. Estos mapas son Splash, Rise, Gauntlet y Skyjacked, una remasterización de Hijacked de Call of Duty: Black Ops 2 y el mapa de Zombis llamado "Der Eisendrache".
Activision anunció que el DLC de Awakening también será lanzado a las consolas de pasada generación (PS3 y Xbox 360), aunque por la exclusividad que mantiene Sony en el juego, el DLC será lanzado primero en PlayStation 3 a partir del 5 de abril de 2016, y más tarde será lanzado en Xbox 360.
Treyarch anunció el segundo contenido descargable para el juego llamado "Eclipse" que también contará con 4 mapas multijugador y uno de Zombis. Estos mapas son: Spire, Rift, Knockout y Verge, una remasterización de Banzai de Call of Duty: World at War y el mapa de Zombis llamado "Zetsubou No Shima".
El tercer contenido llamado "Descent" trajo los mapas Cryogen, Rumble, Berserk y Empire, una remasterización de Raid de Call of Duty: Black Ops 2 y el mapa de Zombis llamado "Gorod Krovi".
El último DLC es llamado "Salvation", trae 4 mapas multijugador y uno de Zombis que al principio se pensaba que sería un DLC solamente de Zombis pero fue desmentido, estos mapas son Citadel, Micro, Rupture una remasterización de Outskirts de Call of Duty: World at War y Outlaw una remasterización de Standoff de Call of Duty: Black Ops 2 y el último mapa de la historia Zombie llamado "Revelations".                                                                                              
El Zombies Chronicles es el quinto DLC de Black Ops 3 el cual contiene 8 mapas de zombis de Call of Duty World at War, Call of Duty, Black ops y Call of Duty Black ops 2 los cuales son Nacht der un Toten, Verruckt,
Shi No Numa, Kino der Toten, Ascension, Shangri-la, Moon y Origins.

## Recepción
Call of Duty: Black Ops 3 recibió críticas positivas. GameSpot le otorgó una puntuación de 8 sobre 10, diciendo: "Black Ops 3 no ofrece nada notable a la serie, pero sí lo suficiente como para mantener su prestigio. La franquicia continúa con su marcha inexorable". Polygon también le dio al juego una puntuación de 7 sobre 10, diciendo "El punto más valioso para considerar de Black Ops 3 quizás sea su amplia variedad de contenido. Pero Treyarch no muestra una significativa intención de avanzar la serie". IGN le otorgó una puntuación de 9,2 sobre 10, diciendo "Con la diversión de 4 jugadores cooperando, nuevos poderes, y un modo Zombis refrescado, Black Ops 3 es el mejor juego de Call of Duty hasta ahora".

### Premios y reconocimientos
Fue nominado a los The Game Awards 2015 en las categorías de Mejor shooter y Mejor multijugador.